# 13488 Savanov
13488 Savanov è un asteroide della fascia principale. Scoperto nel 1982, presenta un'orbita caratterizzata da un semiasse maggiore pari a 3,0064237 au e da un'eccentricità di 0,0920225, inclinata di 9,82097° rispetto all'eclittica.
L'asteroide è dedicato all'astronomo ucraino Igor' Spartakovič Savanov.